# Raševica
Raševica (cyr. Рашевица) – wieś w Serbii, w okręgu pomorawskim, w gminie Paraćin. W 2011 roku liczyła 994 mieszkańców.